# Hidejo Noguchi
Hidejo Noguchi (jap.: 野口 英世, Inawashiro, 24. studenog 1876. – Accra, 21. svibnja 1928.), rođen kao Seisaku Noguchi (jap.: 野口 清作), bio je prominentni japanski bakteriolog koji je otkrio da Treponema pallidum uzrokuje progresivnu paralitičku bolest.
Noguchi je rođen 24. studenog 1876. u mjestu Inawashiro kao Seisaku Noguchi. Kada je imao godinu i pol dana, Noguchi je upao u kamin i zadobio opekline. U malenom selu nije bilo liječnika, ali ga je pregledao jedan od muškaraca u selu, koji je utvrdio da su mu prsti lijeve ruke uglavnom oštećeni, dok je na lijevoj ruci, lijevoj nozi i desnoj ruci zadobio opekline. Nije znao odrediti stupanj istih. Nedugo nakon što je 1883. godine upisao osnovnu školu, njegov učitelj i prijatelji sakupili su sredstva kako bi ga poslali na operaciju ruke. Operacija je bila uspješna i Noguchi je povratio gotovo 70% funkcionalnosti i pokretljivosti svoje lijeve ruke. Želeći pomoći ljudima, Noguchi je upisao medicinski fakultet. Pokazao je velik talent i već je s 20 godina položio sve ispite i postao liječnik.
Godine 1898., Noguchi je promijenio ime u Hidejo nakon što je čitao roman o liječniku koji se, kao i on, zvao Seisaku. Iako je i fiktivni Seisaku bio inteligentan, postao je lijen i uništio vlastiti život.
Godine 1900., Noguchi je otišao u Sjedinjene Američke Države, gdje je dobio posao kao istraživač u Pennsylvaniji. Njegov početni rad bio je vezan uz zmije otrovnice. Jedan od razloga njegovog odlaska u Sjedinjene Države bila je nemogućnost pronalaska posla u Japanu, s obzirom na to da su mnogi poslodavci bili zabrinuti oko toga kako bi Noguchijeva deformacija mogla utjecati na pacijente. U istraživačkom radu, njegov hendikep nije imao nikakvog značaja. U tom razdoblju, jedan od njegovih kolega bio je Francuz Alexis Carrel, koji je 1912. godine dobio Nobelovu nagradu.
U to su vrijeme kružile priče kako je i Noguchi jedan od istaknutih kandidata za nagradu, ali kako su arhivi u to vrijeme bili tajni, radilo se tek o nagađanjima. Kada je dio arhiva pušten u javnost, nekadašnja nagađanja su potvrđena: Hidejo Noguchi je bio kandidat za Nobelovu nagradu za fiziologiju ili medicinu 1913. – 1915., 1920., 1921. i 1924. – 1927.
Dok je 1911. godine radio na Rockefellerovom institutu, Noguchi je optužen da je siročadi inokulirao uzročnika sifilisa u eksperimentalne svrhe. Iako je oslobođen svih optužbi, ovaj se slučaj smatra jednim od prvih slučajeva vezanih uz neetičke medicinske eksperimente na ljudima. Godine 1913., pokazao je kako se u mozgu paraliziranog pacijenta nalazi Treponema pallidum, dokazavši tako da je ta spiroheta uzrok paralize. Jedna druga spiroheta, Leptospira noguchii, nazvana je u njegovu čast.
Godine 1918., Noguchi je puno putovao Srednjom i Južnom Amerikom kako bi proveo istraživanja vezana uz cjepivo za žutu groznicu, kao i ona vezana uz Carriónovu bolest, poliomijelitis i trahom. Naime, Noguchi je smatrao da žutu groznicu uzrokuje spirohetna bakterija, a ne virus te je sljedećih 10 godina proveo pokušavajući dokazati tu teoriju. Njegove teorije naišle su na brojne kritike, a tijekom 1927. i 1928. izašla su tri znanstvena rada koja su kritizirala Noguchijev rad. Noguchi je, dakako, bio u krivu što se tiče žute groznice, ali, na sreću, ono što je on smatrao žutom groznicom bila je zapravo leptospiroza, tako da je njegovo cjepivo za "žutu groznicu" uspješno korišteno za liječenje leptospiroze.
Godine 1928., Noguchi je, pokušavajući dokazati svoju tezu o žutoj groznici, otputovao u Afriku. Radeći u Accri, podlegao je žutoj groznici i preminuo 21. svibnja 1928. godine. Njegove posljednje riječi bile su: "Ne razumijem."